# Mälardrottning
Mälardrottning – Stockholms Studentsångarförbunds Sångarhälsning, är en sång för manskör komponerad av Otto Olsson 1913 till en text av Karl Hellström. Sången framfördes första gången den 3 juni 1913 på Strandvägskajen då Stockholms Studentsångare anträdde sin första sångarfärd. Resan gick med ångaren Klintehamn till Visby, Kalmar, Västervik, Norrköping och Linköping. Mälardrottning är alltjämt Studentsångarnas "honnörssång" eller "lystringssång".
Sången spelades in på skiva 1958 av Stockholms Studentsångare med Einar Ralf som dirigent och 1981 med Lars Blohm som dirigent.

## Musikexempel

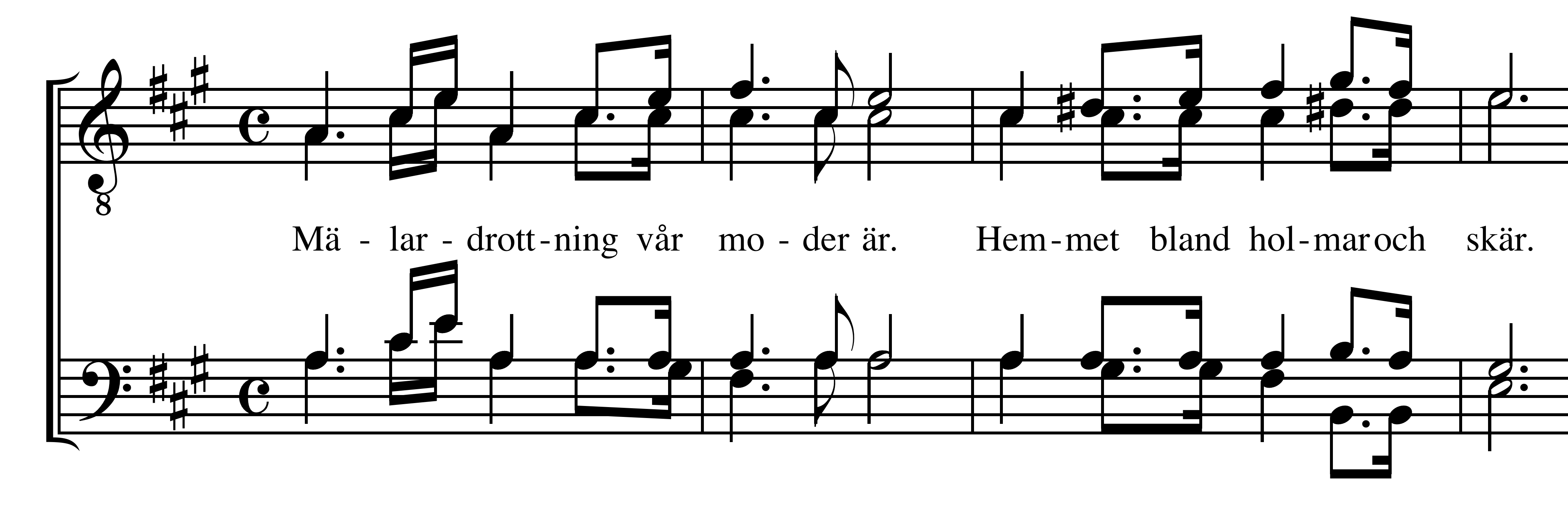
De första takterna av Mälardrottning.